# ブスケルー県

ブスケルー県
Buskerud fylke

測地系: 北緯60度30分0秒 東経9度30分0秒 / 北緯60.50000度 東経9.50000度座標: 北緯60度30分0秒 東経9度30分0秒 / 北緯60.50000度 東経9.50000度

ブスケルー県（ブスケルーけん、ノルウェー語: Buskerud [ˈbʉskəˈrʉː] ( 音声ファイル)）は、ノルウェー南部の県。北から時計回りにインランデ県、アーケシュフース県、オスロ、ヴェストフォル県、テレマルク県、ヴェストラン県と接する。県庁所在地はドランメン。面積は13,828平方キロメートル、人口は約27万人（2023年）。

## 地理
東のオスロ湾から西の山岳地帯まで広がっている。伝統的にエイケル、リンゲリケ、ヌーメダール、ハリングダールの各地域に分かれる。西部は高原状で森林に覆われた谷や牧草地がある。東は低地で多くの湖がある。大きな湖はティリフィヨルド湖とクロデレン湖である。ノルウェーで3番目に長いNumedalslågen川がヴェストラン県からブスケルー県を通ってヴェストフォル県に流れ、Begna川がスペリレン湖に注いでいる。

## 歴史
1675年8月6日にアイカー県（Eiker）として創設され、1679年にブスケルー県へ改称した。県の名前はModumにあった農場ブスケルー（ノルド語：Biskupsruð）にちなむ。Biskupは司教、ruðは開墾地または農場の意味である。農場はもともとはオスロ司教のものであった。1919年1月1日にamtからfylkeへ改編された。
オーラヴ1世やオーラヴ2世はリンゲリケで育った。
ヌーメダールの谷では17世紀から銀が産出したが、1957年に閉山した。コングスベルでは1814年より武器の生産が盛んで、現在でもさまざまなハイテク産業が多くの雇用を支えている。Modumではかつてコバルト顔料が生産されていた。
2020年1月1日にアーケシュフース県、エストフォル県とオップラン県ルンネルとイェヴナーケル、ヴェストフォル県Svelvikで合併し、ヴィーケン県が発足したことで廃止された。だがヴィーケン県廃止推進派が議会選挙で勝利したことで、2022年2月23日にヴィーケン県議会はヴィーケン県の解散を決定した。2024年1月1日にヴィーケン県が廃止され、ブスケルー県が再度発足した。新たなブスケルー県は廃止時点に属していた自治体で構成される。なお2020年以前はヴェストラン県に属していたSvelvikが2020年にドランメンへ編入されたことで、若干領域が広くなっている。

## 基礎自治体

ブスケルー県の基礎自治体

2024年1月1日以降、18の基礎自治体（Kommune）が所属している。そのうち10市がブークモールを、3市がニーノシュクを公用語として採用している。
| 自治体 コード | 紋章 | 自治体名             | ノルウェー語名 | 人口 (2023年) | 面積 (km2) | 採用言語     |
| ------------- | ---- | -------------------- | -------------- | ------------- | ---------- | ------------ |
| 3301          |      | ドランメン           | Drammen        | 103,291       | 317.61     | ニュートラル |
| 3303          |      | コングスベルグ       | Kongsberg      | 28,793        | 793.09     | ブークモール |
| 3305          |      | リンゲリケ           | Rigerike       | 31,444        | 1,555.10   | ブークモール |
| 3310          |      | ホーレ               | Hole           | 6,888         | 192.68     | ブークモール |
| 3312          |      | リエル               | Lier           | 28,167        | 301.65     | ブークモール |
| 3314          |      | オーヴル・アイカー   | Øvre Eiker     | 20,495        | 456.76     | ブークモール |
| 3316          |      | モドゥム             | Modum          | 14,527        | 517.24     | ブークモール |
| 3318          |      | クロツヘラ           | Krødsherad     | 2,211         | 374.48     | ニュートラル |
| 3320          |      | フラー               | Flå            | 1,097         | 704.27     | ブークモール |
| 3322          |      | ネスビーン           | Nesbyen        | 3,299         | 809.63     | ブークモール |
| 3324          |      | ゴール               | Gol            | 4,767         | 532.50     | ニーノシュク |
| 3326          |      | ヘムセダル           | Hemsedal       | 2,645         | 753.51     | ニーノシュク |
| 3328          |      | オール               | Ål             | 4,862         | 1,174.98   | ニーノシュク |
| 3330          |      | ホール               | Hol            | 4,506         | 1,854.54   | ニュートラル |
| 3332          |      | シグダル             | Sigdal         | 3,479         | 842.48     | ブークモール |
| 3334          |      | フレスベルグ         | Flesberg       | 2,737         | 561.91     | ブークモール |
| 3336          |      | ローラグ             | Rollag         | 1,366         | 449.28     | ニュートラル |
| 3338          |      | ノーレ・オ・ウヴダル | Nore og Uvdal  | 2,486         | 2,502.16   | ニュートラル |